# أوتو فلايشمان
أوتو فلايشمان (بالألمانية: Otto Fleischmann)‏ هو محلل نفساني نمساوي، ولد في 24 يناير 1896 في Mór ‏ في المجر، وتوفي في 8 يناير 1963 في نيويورك في الولايات المتحدة.